# 広島県立図書館
広島県立図書館（ひろしまけんりつとしょかん）は、広島県広島市中区千田町3丁目7-47にある図書館である。

## 概要
1988年（昭和63年）10月に広島県情報プラザが開館したのに合わせ、現在の広島県立図書館が開館。延床面積は6524平方メートル。蔵書は782,910冊（2019年3月31日時点）である。広島市内には県立図書館よりも蔵書数・貸出冊数の多い広島市立図書館があり、都道府県立図書館としては小規模である。
情報プラザ1階に一般図書コーナー、参考図書コーナー、郷土資料コーナー、新聞・雑誌コーナー、児童図書コーナー、対面朗読室、視聴覚閲覧席、パソコン利用席を整備したワンフロア型の図書館で、地下1階と地下2階に書庫がある。カウンターは2つあり、正面入り口の向かいにあるカウンター1は貸出・返却、利用者登録など、一般図書コーナーにあるカウンター2はレファレンスサービス、複写・指定席利用・書庫資料利用の受付などを担当する。資料収集は専門性の高い図書や郷土資料等を中心に行うと定め、小説や教養書・実用書の収集は主に市町村立図書館に任せるスタンスをとる。この方針は県の事業仕分け（2009年=平成21年）で「要改善」の判定を受けて制定したものである。2018年（平成30年）度現在、所蔵資料は日本十進分類法の第3類（社会科学）が全蔵書の4分の1を占めて最多となっている。
1951年（昭和26年）11月に広島県児童図書館として中町に開館した。1954年（昭和29年）4月に現在の名称の広島県立図書館になり、1960年（昭和35年）4月には上幟町の縮景園西隣に移転する。その後、1968年に広島県立美術館が図書館の西側に建てられ、敷地が手狭になったために1988年（昭和63年）、現在地（東広島市に移転した広島大学工学部の跡地）に移転した。なお、広島県立美術館に関しては、1996年（平成8年）、旧美術館用地に加えて旧図書館用地を併せ、施設を拡張し建て替えられている。

### 立地
- 広島電鉄宇品線：広電本社前下車、西へ500m[9]
- 広島バス：21-1号線、広電前下車、西へ500m[9]
- 広島バス：21-2号線、広島県情報プラザ前下車[9]
- 駐車場は有料[9]

## 歴史

### 児童図書館としての開館（1951-1954）
多くの都道府県では第二次世界大戦前に都道府県立図書館が設置されたが、広島県では県立図書館を設立する機運が醸成されることなく終戦を迎えた。1950年（昭和25年）4月の図書館法公布と前後して、地元紙の中国新聞は県立図書館の設置を訴える社説を2度打った。これが功を奏したのか、県民の間で県立図書館を求める声が高まっていった。一方、同年3月から6月に兵庫県の西宮球場ではアメリカ博覧会が開かれており、広島図書株式会社は児童図書館をテーマとした出展を行い、児童用に特注した書架・机・椅子を並べ、本物の図書館を会場内に作り上げた。会期終了後、同社は博覧会で使った書架など一式を県に寄付することを申し出、県では県立図書館設置の機運が高まっていることと広島CIE図書館のカードウェル館長の助言を受けて、申し出を受けることに決定した。
こうして広島市下中町1番地の広島CIE図書館の敷地内に、1951年（昭和26年）11月3日に広島県立児童図書館が開館した。木造モルタル平屋建て72坪（≒238 m2）の建物で、建築費は180万円であった。室内は図書閲覧室、書庫、幻灯室、ホール、事務室からなり、名称通り児童中心の蔵書・運営を行ったため、利用者は小中学生が大半だった。原爆投下で焦土と化した広島に現れたCIE図書館と児童図書館は、文化復興の象徴として受容され、阿部知二ら文化人も来館し、当時まだ珍しかったクリスマス会をCIE図書館の協力を得て開催するなど新しい活動を展開した。
児童図書館として運営する一方で、広島県議会文教委員会では1951年（昭和26年）7月に県立図書館設置を決議し、多額の資金が必要であるから年次計画で進めるように要望していた。これを受けて1953年（昭和28年）、初めて図書館建設に向けた調査研究費38万円が予算計上され、同年11月に貸出文庫を企画し、12月に安芸郡、翌1954年（昭和29年）1月に安佐郡・佐伯郡西部の小学校を本を積んで小型自動車で巡回するという活動を行った。まずは広島市近郊から移動図書館として「県民の図書館」となるべく活動実績を作り、本館建設を後から進めるという作戦であった。

### 県立図書館の草創（1954-1960）
1954年（昭和29年）4月1日、施設はそのままに、広島県立児童図書館から広島県立図書館に改称した。同年11月16日に275万円をかけてバスを改造した移動図書館を導入、一般公募により「みのり」と命名した。翌1955年（昭和30年）には県内83市町村に1か所ずつ配本所を設けて巡回していたが、移動図書館は1台しかなく、県域を旧安芸国・備後国に分けて半年ずつ旧国内を巡回する方法を取ったため、県の東西で半年の分断ができ、十分な効果を発揮できなかった。さらに瀬戸内海の島々へ本を届ける手段がないという問題があった。
まず島へ本を届ける方法として、1955年（昭和30年）11月に巡回文庫を行うことにした。これは県内島嶼部を東部・中部・西部に分け、各町村の担当者が本土の港まで本を取りに来るというものであった。巡回文庫は1組40冊で構成され、文学・小説系が約20冊、生産系が約10冊、研究・修養系と趣味・娯楽系がそれぞれ約5冊という内訳であった。次に1957年（昭和32年）7月15日、みのり2号車が運用開始した。これは中国新聞社の寄贈によるもので、2,000冊を積載することができた。この巡回文庫と移動図書館の活動により、県民に図書館活動が浸透し、本館の建設が急務とされるようになった。当初、県は県庁舎の新築問題と財政難を理由に実現困難と回答していたが、1958年（昭和33年）3月26日、広島県議会は県立図書館本館の建設を議決した。同月、縮景園内の観古館跡地（広島市上流川甲40番地、現・中区上幟町）で新館の着工がなされ、1960年（昭和35年）4月1日に落成式を挙行し、4月8日に開館した。建物は縮景園の景観に配慮し、白と黒を基調とした外観の鉄筋コンクリート構造3階建、延床面積2,244 m2の規模となったが、蔵書数は41,557冊と少なかったことから、まだ館外貸し出しはできなかった。

### 図書館サービスの発展（1960-1981）
1960年（昭和35年）11月17日、みのり3号が運行開始し、移動図書館は3台体制になった。さらに1962年（昭和37年）1月16日、文化船「ひまわり」の完成記念式が挙行され、4月10日から運航を開始した。ひまわりは日本初にして唯一の船を使った移動図書館で、江田島造船所で建造され、1,500冊を積載可能であった。ひまわりの導入により、県内22島33港を4コースに分けて巡航して移動図書館サービスを提供できるようになり、珍しい取り組みとしてNHK広島放送局など多くのマスメディアの取材を受けた。この翌年、1963年（昭和38年）7月に館外貸し出しを開始した。
一方、移動図書館は昼間利用者の減少と地方部の過疎化に伴い、貸出実績が低下し、1965年（昭和40年）4月の東城町（現・庄原市）での試行を皮切りに「協力貸出」へと切り替えていった。協力貸出とは公民館図書室などに県立図書館の本を一定期間配架し、各市町村の自主的な利用・貸出にゆだねるというものである。この取り組みは公民館図書室の利用活性化を通して市町村に図書館設置を促す意図があった。移動図書館自体も1969年（昭和44年）に積載図書に児童書を加えるという改革を行ったところ、児童書利用が活発化し、本館の児童書コレクションが充実していくこととなった。また「幼児文庫」などの児童書で構成された文庫の貸し出しも実施された。さらに広島県教職員組合と広島県教職員弘済会はそれぞれ「互助組合文庫」と「教弘文庫」を県立図書館の移動図書館に寄託し、毎年文庫の本を更新したことから、移動図書館の利用率向上に貢献し、地方部への読書普及に役立った。
館内活動としては、1968年（昭和43年）に郷土資料室が設置された。1961年（昭和36年）10月には既に郷土資料収集計画を作成し、県内市町村と協力して収集を開始しており、1966年（昭和41年）12月13日に福尾猛市郎らが公文書館の機能を図書館に持たせることを主旨とした「広島県沿革史料の保存施設に関する請願書」を県議会議長宛に提出したことが追い風となり、本館3階に180 m2の部屋が増築されて1968年（昭和43年）4月に郷土資料室として開室した。この時点で県内4家の古文書群を保有し2人の職員が配置されたが、2人では到底公文書館の代行はできず、実態は郷土資料の収集・閲覧が主業務となった。
1981年（昭和56年）7月31日、文化船ひまわりの運航を終了した。1984年（昭和59年）、広島県立図書館事件が発生する。1986年（昭和61年）より移動図書館「みのり」の運転業務が業者委託となり、1988年（昭和63年）4月1日には図書館本館の管理運営が財団法人広島県教育事業団に業務委託された。名目は「業務補助」であるが、館長・副館長・課長は事業団から職務委嘱辞令が下され、一般職員は事業団へ出向することになり、ほぼ全面委託となった。同年7月1日より新館への移転作業のため、図書館本館が臨時休館となり、新館の開館まで移動図書館が各市町村を循環して図書館サービスを提供した。

### 新館整備計画（1981-1988）
図書館は本来、2期に分けて整備する計画であったが、途中で2期の用地は広島県立美術館の建設予定地に切り替えられたため、拡張することが不可能となった。このため増え続ける本を収蔵するため、閲覧室や事務室、果ては玄関ホールまで書庫スペースとするために縮小せざるを得なくなった。1981年（昭和56年）の蔵書数は177,377冊と建設時の収蔵能力9万冊の倍近くに膨れ上がっていた。それでもこの蔵書数は都道府県立図書館の中で44位とかなり少なく、広島市立中央図書館の32.8万冊よりも少なかった。そこで新図書館建設が検討され、1981年（昭和56年）8月13日に広島県立図書館建設調査検討委員会は答申を出した。
当時の図書館所在地では拡張の余地がなかったため、移転先が検討され、広島大学の本部キャンパス（中区東千田町一丁目）が東広島市へ移転した後にその敷地を利用することが最有力となったが、大学の全面移転には時間がかかるため断念した。すると1984年（昭和59年）1月に東広島市が県立図書館の誘致に名乗りを挙げ、呉市も検討に加えるべきとの意見が出て、同年5月に広島・東広島・呉の3都市で候補地を探ることになった。折しも広島県立図書館より蔵書の少なかった沖縄県立図書館や兵庫県立図書館が整備を始めたことから、教育委員会は早急に結論を出す必要に迫られ、広島大学工学部跡地（広島市）に移転することを決した。同年12月8日より用地買収交渉を開始し、翌1986年（昭和61年）6月に図書館に広島県立文書館と広島県産業技術交流センターを併設した「広島県情報プラザ」として着工した。
建設工事と並行して、図書館と文書館の間で資料収集の分担が話し合われ、明治時代以前の資料収集は文書館の担当となり、図書館保有の古文書類の文書館への移行が決定した。またコンピュータの導入が決定し、1987年（昭和62年）4月の導入機種選定から検討が始まった。最終的に日本電気（NEC）の製品を導入することを決定し、同社のシステムエンジニアと協同でシステムのカスタマイズを1年以上かけて実施した。これにより県内の市町村立図書館からの相互貸借の利便性が向上し、同じNECのシステムを導入していた鳥取県立図書館とも結んで相互に蔵書検索を可能にした。
1988年（昭和63年）7月1日、新館への移転作業のため、図書館は臨時休館に入った。移転作業では先に移動図書館用の図書を新館に搬入することで、臨時休館中も移動図書館「みのり」の運行ができるようにした。

### 千田町時代（1988-）
1988年（昭和63年）10月27日、開館記念行事を挙行し、翌10月28日より一般利用を開始した。新館は情報プラザの1階に主要機能を配置し、地下1・2階に90万冊収蔵可能な書庫を設け、別棟の移動図書館書庫と車庫を含めた延床面積は6,524 m2と旧館の約3倍に拡大した。サービス面では障碍者や在日外国人への配慮を打ち出し、前者に向けては録音図書の充実、対面朗読、郵送貸出を、後者に向けては日本語以外の図書の収集を実施した。郷土資料の収集では「海と鉄」（瀬戸内海とたたら製鉄）を重点収集する方針を定め、特に海に関しては瀬戸内海関係資料から島に関する資料まで拡大し、「瀬戸内海・島コーナー」の開設（2001年〔平成13年〕5月）につながった。1989年（平成元年）2月にオンライン検索の稼働を開始し、同年10月に利用者向けのコンピュータ端末を設置した。
1954年（昭和29年）のみのり1号導入以来継続してきた移動図書館事業は、1995年（平成7年）3月に普通配本から協力貸出に完全移行したことで事実上終了し、1999年（平成11年）10月にみのり5号が廃車となったことで、移動図書館車「みのり」も歴史を閉じた。ただし、協力貸出として各市町村に本を届ける事業は残ったので、広島銀行グループから贈られた「トゥモロウ号」がみのりの後継車両として運用されることになった。協力貸出は県内の市町村に市町村立図書館の設置を促す事業であったことから、図書館設置を目指す市町村との間で相互に人員を派遣する事業を開始し、1994年（平成6年）に大野町（現・廿日市市）、1996年（平成8年）に廿日市市の職員を受け入れ、現地に県立図書館職員を派遣し、それぞれ大野町図書館（現・はつかいち市民大野図書館）、はつかいち市民図書館の設立を支援した。
2001年（平成13年）2月、県立図書館のウェブサイト「来（ら）いぶらりひろしま」を開設した。2004年（平成16年）3月31日、広島県教育事業団による業務補助契約を解消し、県の直営に戻った。
2009年（平成21年）12月、広島県事業仕分けが行われ、図書館運営費は「要改善」との判定を下された。図書館では2011年（平成23年）3月に「広島県立図書館の改革について」を発表し、貸出冊数の増加（5冊から10冊へ）、県立図書館の所蔵資料の流通経費を県費負担とするなどの改革を経て、2011年（平成23年）7月にリニューアルオープンした。

## サービス
館長、副館長の下に総務課、資料課、調査情報課、事業課の4課が置かれ、調査情報課には図書利用係と調査相談係がある。
- 開館時間：9時30分から19時まで（土日祝は17時まで）
- 休館日：月曜日、祝日（11月3日は開館）、年末年始、特別整理期間[9]
- 貸出制限：広島県に居住・通勤・通学する者。
- 貸出可能点数：10点
- 貸出可能期間：3週間
- 返却場所：図書館カウンター、ブックポスト
  - 県内市町立図書館を通じ、県立図書館の資料を利用することが出来る。
- 予約、レファレンスサービス、希望図書推薦、複写、館内資料の撮影が可能。

## 特色

### 文化船「ひまわり」（1962-1981）
多くの離島を抱える広島県では、島に本を届けるために文化船「ひまわり」を運航していた。ひまわりは第六管区海上保安本部船舶技術部の設計・指導により江田島造船所で建設された木造船で、長さ14 m、幅3.7 m、トン数19.8 tであった。
ひまわりの就航までは、島の各拠点に巡回文庫を設け、担当者が本土の港（尾道港、仁方港、警固屋港、竹原港）までケースに入った文庫セットを取りに行くというシステムを取っていたが、文庫セットは1つ40冊にすぎず、貸し出しは50 - 60冊ほどであった。
ひまわりは1962年（昭和37年）4月10日に運航を開始し、宇品港を拠点に、県内の島を4コースに分けて、各コースを12時間前後かけて巡回した。船内には書架スペースのみならず、閲覧室兼会議室にポータブルテレビまで備えており、港には船の入港を待つ島民の行列ができた。基本的には移動図書館として運用したが、広島県教育委員会の活動や県政の広報活動にも利用できる規定があり、実際に映写機や映画フィルムを運搬・貸出することにも使われた。
当初もてはやされたひまわりは、しまなみ海道の開通により移動図書館車「みのり」が島まで乗り入れ可能になったこと、木造ゆえ老朽化が早く維持費もみのりより高く付いたこと、積載量がみのりより少なく運航が天候に左右されやすいことなど負の要素が積み重なり、1981年（昭和56年）7月31日に宇品から厳島（宮島）、阿多田島を回って宇品に戻り、運用を終了した。約20年の運航距離は91,607 km、利用者数は445,320人、貸出冊数は693,138冊であった。
退役後のひまわりは瀬戸田町（現・尾道市）のB&G海洋センターで展示・保存されることになった。2015年（平成27年）には解体が決まったものの、地元有志が反対運動を行って解体を免れた。2017年（平成29年）11月には「文化船ひまわりB.Bプロジェクト」が発足し、船の補修や広報活動、船内での読み聞かせイベントなどを通して船の維持と歴史の継承を続けている。また、2021年7月には、日本船舶海洋工学会がひまわりを「ふね遺産第35号（現存船第14号）」に認定した。

### 少年院での読み聞かせ
「すべての子どもたちに読書の機会を」との思いから、2010年（平成22年）より少年院や児童自立支援施設での読み聞かせや図書の貸し出しを開始した。当初は施設側と協力して手探りし、子供との信頼関係づくりから始めた。親子読書会を開催し、子供が自身の親とは別の親と感想を交換するなどの取り組みが行われている。子供たちは人生や夢に関する本に関心が高いという。

## 広島県立図書館事件
広島県立図書館事件（ひろしまけんりつとしょかんじけん）は、1984年（昭和59年）に発生した事件である。この事件は図書館の現場だけでなく、広島県の行政の在り方にまで問題が波及し、1973年（昭和48年）の山口県立山口図書館図書隠匿事件と並び図書館の自由をめぐって問題を巻き起こした。この事件の詳細は、『「広島県立図書館問題」に学ぶ「図書館の自由」 『長野市史考』の経験をふまえて』（日本図書館協会、1985年、ISBN 4820485172）の題で専門書が出版されている。
事件の発端となったのは、1984年（昭和59年）1月12日にある利用者が『同和問題の実際』という図書の閲覧・複写を申し込んだことであった。同書は部落問題の検討のために広島県民生労働部社会課が1966年（昭和41年）に編纂し、県内422か所の被差別部落の名称・戸数・人口を掲載し、「差別事件の解決方法」という他県の資料を転載した図書であった。元来この図書は同和行政のための内部資料として作成され、「差別事件の解決方法」には差別を助長する恐れのある記述があったため該当部分は撤回されていた。しかし、いつしか広島県立図書館が所蔵し、撤回箇所もそのまま掲載した状態で一般市民が利用可能な状態になっており、さらに図書館が複写を許可したことが問題となったのである。
部落解放同盟広島県連合会は、これに対して糾弾を行い、県立図書館が調査に乗り出したところ、別の事件が発覚する。「表現・内容に問題がある」として本館の図書137冊、移動図書館用の図書25冊、受け入れ保留図書22冊をロッカーに入れて別置し、図書目録カードからも抜き取り、事実上利用不能な状態にしていたのである。これは知る権利の侵害に当たる重大問題であり、図書館による検閲と言える問題であった。図書館側が図書を別置したのは、県教育委員会から表現・内容に問題がある図書について16件の通知を受け取っていたことが背景にある。この通知の指導性・拘束性から、図書館側は図書の具体的な問題を検討することなく館長や課長、同和教育推進委員といった一部の人間のみで別置を決め、一般の職員には知らせていなかった。一般職員が知ったのは同年1月27日のことで、翌1月28日から所蔵する郷土資料2万冊を総点検するよう命じられた。
総点検の過程でさらに事件が発生した。2月10日頃に担当課長が問題となっていた別置図書25冊と受け入れ保留図書10冊から表紙、奥付、蔵書印の押印部分を除去し、除籍済の図書とともに溶解処分しようとしたのである。この事件は、裁断機の前で不審な紙切れを発見した職員により、これらの図書が溶解される前に明らかとなったため、実際には破棄されずに済んだ。
この事件の問題の諸点は次のように整理される。
1. 知る権利や表現の自由を侵害する別置を行う一方で、差別を助長しかねない図書を一般公開していた[53]。
2. 図書館側で検討を加えず、行政の指導のままに図書を抜き取っていた[53]。
3. 図書の別置を一部の人間だけで行い、全職員の問題として扱わなかった[53]。
4. 職員の蔵書や利用者に対する取り組みが不十分であった[53]。

事件を受けて県立図書館では、1983年（昭和58年）9月28日に制定した「同和関係資料の取り扱いについて」を廃止して「人権またはプライバシーにかかわる関係資料の取り扱いについて」を新たに制定した。このガイドラインにより人権にかかわる図書の積極的な収集が規定された一方、人権・プライバシーを侵害する図書は別置し、複写を禁止することが決定した。
この事件には関係した図書館長の責任がほとんど不問に処されたという問題もある。館長は教育委員会に背いてでも表現の自由・図書館の自由への政治的干渉に立ち向かうべきであったのにそれをしなかったが、司書資格を有していなかったため責任を免れたのではないかと森耕一は指摘した。館長に司書資格を持たない素人が任命される現状が変わらなければ同様の事件は再発しかねず、司書の専門性・必要性の社会認知の拡大と大学での司書養成課程の改善が待たれている。